# Sergent Stubby
Stubby (1916 o 1917 – 4 d'abril de 1926) fou el gos de guerra més condecorat de la Primera Guerra Mundial i l'únic gos que ha estat promogut al grau de sergent a través de combat. També fou el primer gos de guerra dels Estats Units. Stubby va servir l'exèrcit durant 18 mesos i va participar a disset batalles en el Front Occidental. Va salvar el seu regiment d'atacs per sorpresa de gas mostassa, va trobar i consolar ferits, i fins i tot una vegada va enxampar un espia alemany. Les seves proeses van ser notícia als diaris estatunidencs.
Després de tornar a casa, Stubby va esdevenir una celebritat i va participar en moltes desfilades a través del país. Va conèixer els presidents Woodrow Wilson, Calvin Coolidge i Warren G. Harding. A principis de 1921, va anar al Georgetown University Law Center i va esdevenir la mascota de l'equip Georgetown Hoyas. Stubby morí el 1926. Un cop mort, va ser dissecat i actualment les seves despulles s'exposen a l'Smithsonian Institution, a la secció anomenada "The Price of Freedom: Americans at War".